# Parvis Colonel-Arnaud-Beltrame
Le parvis Colonel-Arnaud-Beltrame est une voie du quartier des Chantiers de Versailles, en France.

## Situation et accès
Le parvis Colonel-Arnaud-Beltrame relie la place Poincaré, où débouchent la rue des États-Généraux, la rue des Étangs-Gobert, la rue de l'Abbé-Rousseaux, la rue des Chantiers et la rue Benjamin-Franklin, à l'entrée principale de la gare de Versailles-Chantiers.

## Origine du nom

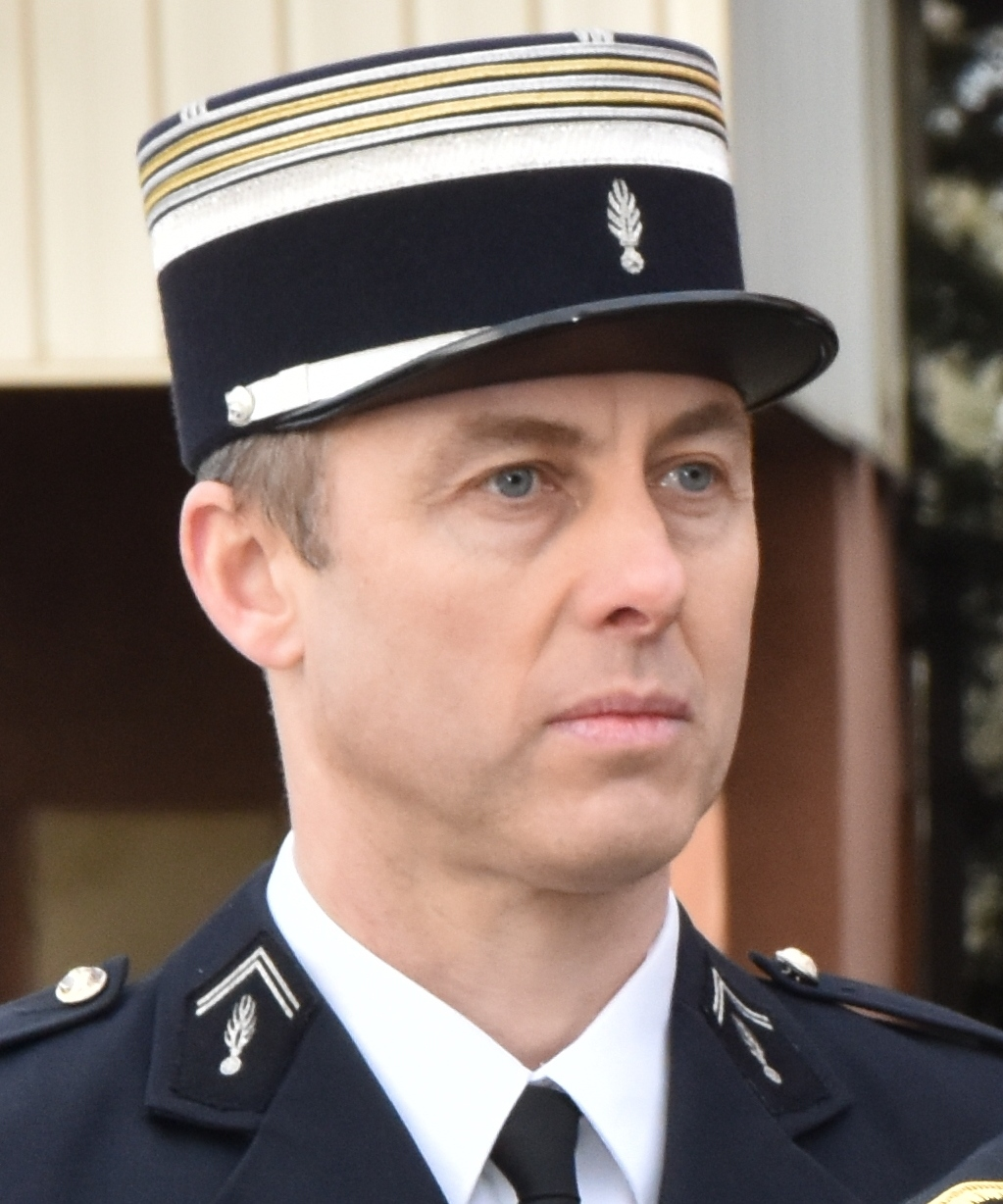
Arnaud Beltrame en février 2018.

Le parvis tire son nom du colonel Arnaud Beltrame (1973-2018), connu pour s’être volontairement substitué à une otage au cours de l’attaque terroriste du 23 mars 2018 à Trèbes et avoir succombé le lendemain aux blessures reçues durant cet événement.

## Historique
Le parvis actuel date de 1932, année où fut inaugurée la mordernisation de la gare de Versailles-Chantiers. Le parvis faisait alors partie intégrante de la place Raymond-Poincaré.
Après plusieurs années de travaux, la zone de la gare de Versailles-Chantiers a été profondément restructurée ; de nouvelles voies sont créées et doivent être dénommées. Afin d'honorer la mémoire d'un homme « dont le sacrifice a marqué tous les esprits », le maire de Versailles, François de Mazières, déclare qu'il « croit que dans cette ville où il a servi pendant quatre ans » (au groupement blindé de gendarmerie mobile, à Satory), « il était tout à fait bon que l'on puisse célébrer sa mémoire ». C'est ainsi que le parvis de la gare des Chantiers porte désormais son nom depuis l'été 2019.  

## Bâtiments remarquables et lieux de mémoire
- Gare de Versailles-Chantiers